# Elecciones municipales de 2023 en Santa Fe
Las elecciones municipales de 2023 se celebraron en la localidad española de Santa Fe el 28 de mayo de acuerdo con el Real Decreto de convocatoria de elecciones locales en España dispuesto el 3 de abril de 2023 y publicado en el Boletín Oficial del Estado el día 4 de abril. Se eligieron los 17 concejales del pleno del Ayuntamiento de Santa Fe mediante un sistema proporcional con listas cerradas y un umbral electoral del 5%.

## Candidaturas
Las candidaturas fueron presentadas entre el 5 y el 24 de abril y fueron publicadas en el Boletín Oficial de la Provincia de Granada el 26 de abril. En total se presentaron 5 candidaturas: Izquierda Unida Para la Gente, Partido Popular,PSOE-A, Podemos-Alianza Verde y Vox.

## Resultados
El Partido Popular se alzó con la victoria al obtener 8 de los 17 concejales, a uno de la mayoría absoluta. Por su parte Partido Socialista Obrero Español de Andalucía, Izquierda Unida Para la Gente y Vox se repartieron el resto de concejales obteniendo 7, 1 y 1 respectivamente.
| Candidatura     | Candidatura                                    | Votos  | %                              | Concejales                     |
| --------------- | ---------------------------------------------- | ------ | ------------------------------ | ------------------------------ |
|                 | Partido Popular                                | 3219   | 42.3                           | 8                              |
|                 | Partido Socialista Obrero Español de Andalucía | 2702   | 36.4                           | 7                              |
|                 | Vox                                            | 760    | 10.2                           | 1                              |
|                 | Izquierda Unida Para la Gente                  | 565    | 7.6                            | 1                              |
|                 | Podemos-Alianza Verde                          | 94     | 1.3                            | 0                              |
| Votos en blanco | Votos en blanco                                | 77     | 1.0                            | -                              |
| Votos válidos   | Votos válidos                                  | 7417   | 100                            | 17                             |
| Votos nulos     | Votos nulos                                    | 175    | Participación \| \| 64.09 % \| | Participación \| \| 64.09 % \| |
| Votantes        | Votantes                                       | 7592   | Participación \| \| 64.09 % \| | Participación \| \| 64.09 % \| |
| Electores       | Electores                                      | 11 845 | Participación \| \| 64.09 % \| | Participación \| \| 64.09 % \| |
|                 | 64.09 %                                        |        |                                |                                |

## Concejales Electos
| N.º | Nombre                           | Lista | Lista |
| --- | -------------------------------- | ----- | ----- |
| 1   | Juan Cobo Ortiz                  |       | PP    |
| 2   | Patricia Carrasco Flores         |       | PSOE  |
| 3   | Susana Leyva Pérez               |       | PP    |
| 4   | Carlos Alberto Marcos Martín     |       | PSOE  |
| 5   | Ángel López Carreño              |       | PP    |
| 6   | Susana Isabel Fraga Navarro      |       | PSOE  |
| 7   | Francisco Javier Valencia Jordán |       | PP    |
| 8   | Silvia Clara Enríquez Gallego    |       | Vox   |
| 9   | Pedro Carlos López Graos         |       | PSOE  |
| 10  | Elisabeth Jiménez González       |       | PP    |
| 11  | Nabil Finsi Vílchez              |       | IU    |
| 12  | María Luisa Tirado Heredia       |       | PSOE  |
| 13  | Rubén Martínez Bermúdez          |       | PP    |
| 14  | Andrés Merlo Rodríguez           |       | PP    |
| 15  | Jesús Olgozo Casares             |       | PSOE  |
| 16  | María del Carmen García Roldán   |       | PP    |
| 17  | Isabel María Pérez García        |       | PSOE  |

## Desarrollo de la legislatura

### Investidura del alcalde
La ley electoral municipal española estableció una cláusula que declara que, si ningún candidato a alcalde consigue reunir una mayoría absoluta de votos de los concejales del pleno en la sesión constitutiva de la nueva corporación para ser elegido para el cargo, el candidato de la mayoría del partido más votado sería automáticamente elegido para este.
El 17 de junio de 2019 se constituyó el ayuntamiento para el período 2023-2027 y Juan Cobo Ortiz obtuvo el cargo de Alcalde de Santa Fe con los votos de su propio partido, el Partido Popular, y Vox. Por su parte el resto de partidos votó a su propio candidato.